# Slok
Slok (Schlock) è un film satirico a basso costo del 1973, scritto, diretto ed interpretato da John Landis.
Costato, secondo stima, 60.000 $, il film è uscito in Italia nel 1982.

## Trama
Provincia americana. Una distesa di cadaveri testimonia l'irruzione in un villaggio di un antropoide abitante dei boschi (dalla disposizione dei corpi si suppone una morte avvenuta per lo spavento generale). Sulle tracce del mostro il detective Wino, assistito da un giovane agente ritardato e tallonato da una troupe televisiva onnipresente, che trasforma la tragedia in un grande spot pubblicitario.
Slok, così è soprannominata la creatura, ha un incontro fugace con l'adolescente Mindy, che reca delle bende sugli occhi per via di un recente intervento chirurgico per curare una cecità congenita. Ignorando la natura del visitatore, che le si mostra docile e paziente, nasce una tenera amicizia ma le autorità irrompono così Slok fugge via rapendo la giovane.
Epilogo tragico sul tetto di un edificio pubblico quale bizzarra rivisitazione di King Kong.

## Produzione
Opera prima di Landis del quale è anche interprete principale, irriconoscibile sotto la maschera, uno dei primi lavori del truccatore Rick Baker. John Landis ha realizzato il film finanziandosi con sottoscrizioni di parenti ed amici.

## Promozione
Il trailer, sulle note di Also sprach Zarathustra, fa il verso a quello di Odissea nello spazio, tema ripreso all'interno del film con un singolare balletto, sempre accompagnato dal celebre motivo e con un lancio finale di banane in cielo.

## Distribuzione
Il film è stato distribuito negli Stati Uniti nel marzo 1973 e in Italia nell'inverno 1982 sulla scia del successo Un lupo mannaro americano a Londra.